# Васбител
Васбител (њем. Wasbüttel) општина је у њемачкој савезној држави Доња Саксонија. Једно је од 41 општинског средишта округа Гифхорн. Према процјени из 2010. у општини је живјело 1.913 становника. Посједује регионалну шифру (AGS) 3151037.

## Географски и демографски подаци
Васбител се налази у савезној држави Доња Саксонија у округу Гифхорн. Општина се налази на надморској висини од 67 метара. Површина општине износи 6,6 km². У самом мјесту је, према процјени из 2010. године, живјело 1.913 становника. Просјечна густина становништва износи 291 становника/km².